# Jan Zołoteńki
Jan Zołoteńki (ur. 1874, zm. 1940) – sędzia, burmistrz Starej Soli, ofiara zbrodni katyńskiej.

## Życiorys
Urodził się w 1874 jako syn Antoniego. Był bratem Józefa (ur. 1877, prokurator, oficer Wojska Polskiego II RP). Kształcił się w C. K. Gimnazjum Arcyksiężniczki Elżbiety w Samborze, gdzie w 1894 ukończył VIII klasę i zdał egzamin dojrzałości.
Od około 1900 do około 1904 był auskultantem w C. K. Sądzie Obwodowym w Złoczowie (w tym okresie około 1902/1903 był przydzielony do C. K. Sądu Powiatowego w Olesku w charakterze adjunkta). Od około 1904 był adjunktem w C. K. Sądzie Powiatowym w Starej Soli. W tym okresie udzielał się w życiu politycznym w Samborze. Ze Starej Soli na początku stycznia 1909 został przeniesiony na stanowisko sędziego w C. K. Sądzie Powiatowym w Sieniawie, gdzie pracował w kolejnych latach, a od około 1913 był tam sędzią powiatowym ad personam. We wrześniu 1913 otrzymał rangę c. k. radcy sądu krajowego.
Przed 1912 został odznaczony austro-węgierskim Krzyżem Jubileuszowym dla Cywilnych Funkcjonariuszów Państwowych.
Po odzyskaniu przez Polskę niepodległości w okresie II Rzeczypospolitej od początku lat 20. był sędzią przy Sądzie Okręgowym w Złoczowie i jednocześnie kierownikiem Sądu Powiatowego tamże. Następnie, od około 1929 do około 1931 jako sędzia okręgowy ze stopniem doktora praw piastował stanowisko naczelnika Sądu Grodzkiego w Złoczowie. 29 listopada 1930 został mianowany wiceprezesem Sądu Okręgowego w Brzeżanach i pozostawał na tym stanowisku do około 1932 (jego miejsce zajął Edmund Uranowicz). W tym okresie pełnił także funkcję przewodniczącego sądu doraźnego w Brzeżanach.
Był wybierany zastępcą przewodniczącego Okręgowego Komisji Wyborczej Nr 55 w Złoczowie w 1922, w 1927, w 1928, w 1930. Był członkiem zarządu koła Zrzeszenia Sędziów i Prokuratorów Rzeczypospolitej Polskiej w Brzeżanach. W 1935 przekazał obligacje Pożyczki Narodowej w kwocie 250 zł. na rzecz Ligi Obrony Powietrznej i Przeciwgazowej. Jako emerytowany sędzia sprawował stanowisko burmistrza Starej Soli do 1939.
Po wybuchu II wojny światowej i agresji ZSRR na Polskę z 17 września 1939, został aresztowany przez funkcjonariuszy NKWD. Jego nazwisko znalazło się na tzw. Ukraińskiej Liście Katyńskiej opublikowanej w 1994 (został wymieniony jako Iwan Jan Zołoteńki na liście wywózkowej 65/3-69 i oznaczony numerem 1161). Ofiary tej zbrodni zostały pochowane na otwartym w 2012 Polskim Cmentarzu Wojennym w Kijowie-Bykowni.